# Lophiostoma sagittiforme
Lophiostoma sagittiforme är en svampart som beskrevs av Kaz. Tanaka & Hosoya 2008. Lophiostoma sagittiforme ingår i släktet Lophiostoma och familjen Lophiostomataceae.   Inga underarter finns listade i Catalogue of Life.